# Marc St. James
Marc St. James est un personnage de fiction de la série américaine, Ugly Betty. Il est interprété par l'acteur Michael Urie.

## Biographie fictive
Marc est originaire de Schenectady, dans l'État de New York. Il est l'assistant exécutif homosexuel de Wilhelmina Slater, la directrice artistique du magazine Mode. Très loyal envers cette dernière, il fait tout pour l'aider à devenir rédactrice en chef. Il est parfois aidé par sa meilleure amie, la réceptionniste Amanda Tanen. Ils mettent ainsi tout en œuvre pour nuire à Daniel Meade et Betty Suarez.
Cependant, Marc St. James est un personnage si farfelu et drôle qu'il est devenu l'un des personnages les plus populaires de la série télévisée. Au fil du temps, il apparaît plus comme étant un garçon sensible et attachant.

### Saison 1 de Ugly Betty
Dès la première saison, Marc St. James ne fait aucun secret de son identité sexuelle sauf à sa mère, à laquelle il fait croire qu'il a une petite amie au Canada. Marc demande alors à Amanda Tanen de jouer celle-ci lorsque sa mère vient lui rendre visite.
Il a dévoilé son homosexualité vers la fin du lycée, après qu'une fille lui a brisé le cœur.

### Saison 2 de Ugly Betty
Dans la deuxième saison, Marc St. James sort avec Cliff, un photographe dont le style vestimentaire, plutôt négligé, est l'opposé parfait de Marc. Cependant, le couple fait sa première sortie publique au mariage de Wilhelmina Slater avec Bradford Meade. Même si, au début, Marc St. James n'apprécie pas son physique ni certains de ses goûts, il découvre vite à quel point il tient à lui.
Marc St. James devient aussi le mentor du neveu de Betty Suarez, Justin Suarez. Sa meilleure amie semble aussi être Amanda avec qui il adore se moquer de ses collègues et tout particulièrement de Betty Suarez. Quand, dans la deuxième saison, Amanda Tanen apprend qu'elle est la fille biologique de Fey Sommers,  Marc St. James l'aide à retrouver son père biologique.

### Saison 3 de Ugly Betty
Dans la saison 3, Marc se rapproche de plus en plus de Betty, elle lui offre même sa place à YETI, sachant à quel point il y tient. Marc apprécie son geste, et leurs liens se renforcent. Betty Amanda et Marc, passent souvent des soirées ensemble dans l'ancien appartement de Betty, qu'elle a quitté pour rester avec son père, Marc emménage à sa place avec Amanda.
Au sein de Mode, Marc, qui n'a pas affiché ses ambitions dans les saisons précédentes, affirme qu'il veut devenir rédacteur, il se voit offrir une occasion en or, lorsque Vogue lui propose de les rejoindre, mais réalisant à quel point il tenait à Mode, et plus particulièrement à Whilelmina, il refuse le poste, et préfère postuler pour un nouveau poste qui vient de se libérer après le décès d'une des journalistes de Mode, seulement, c'est Betty qui obtient le poste.
Dans la saison 3, on découvre une facette très humaine de Marc, qu'on voyait rarement dans les saisons 1 et 2, Marc va même jusqu'à contredire Whilelmina sur certains de ses plans, affichant son désaccord parfois.